# San Blas (Argentina)
San Blas è una città dell'Argentina, appartenente alla provincia di La Rioja, situata nella parte settentrionale della provincia, al confine con la provincia di Catamarca.
| Controllo di autorità | VIAF (EN) 146544912 · LCCN (EN) n00036540 · J9U (EN, HE) 987007469880305171 |